# Jekatierina Podkopajewa
Jekatierina Iljiniczna Podkopajewa (ros. Екатерина Ильинична Подкопаева; ur. 11 czerwca 1952 w Uljanowie w obwodzie kałuskim) – rosyjska biegaczka, fenomen sportowej długowieczności.
Brązowa medalistka mistrzostw świata w Helsinkach (1983) w biegach na 800 i 1500 metrów. Większą część międzynarodowych sukcesów osiągnęła po przekroczeniu czterdziestu lat. Dwukrotna halowa mistrzyni świata w biegu na 1500 m (Toronto 1993, Paryż 1997), brązowa medalistka mistrzostw Europy (Helsinki 1994), dwukrotna złota (Genua 1992, Paryż 1994) i srebrna (Sztokholm 1996) medalistka HME. Jest najstarszą (41 lat) w historii złotą medalistką tych zawodów
Matka Andrieja Jepiszina – sprintera, rekordzisty Rosji.

## Rekordy życiowe
- bieg na 800 m – 1:55,96 (1983)
- bieg na 1500 m – 3:56,65 (1984)